# Markham
Pour les articles homonymes, voir Markham (homonymie).
Markham est une municipalité de l'Ontario, au Canada, précisément située dans la municipalité régionale d'York à environ 30 kilomètres au nord-est de la capitale provinciale, Toronto. Avec une population de 338 503 habitants en 2021, Markham est la septième plus grande ville de l'Ontario et la 16e au Canada.
Constitué en tant que canton en 1794, ce n'est qu'à partir des années 1970 que Markham passe d'une localité majoritairement agricole à une banlieue urbanisée et industrialisée, notamment en raison de l'étalement urbain de sa voisine, Toronto. 
La ville se distingue notamment par la présence sur son territoire de plusieurs bureaux et sièges sociaux d'entreprises des secteurs des hautes technologies et des sciences de la vie.

## Géographie
Markham fait partie de la municipalité régionale d'York, située sur la frange nord-est du Toronto métropolitain. Elle est située à environ 30 kilomètres au nord-est du centre-ville de Toronto, bien que son territoire soit limitrophe de cette dernière. 

## Histoire
La région de Buttonville (sur la rue Woodbine) contient des traces d'une communauté prospère luthérienne. Une église luthérienne était construite vers 1820 sur un terrain donné par le capitaine Schutze, un vétéran de la guerre de 1812.

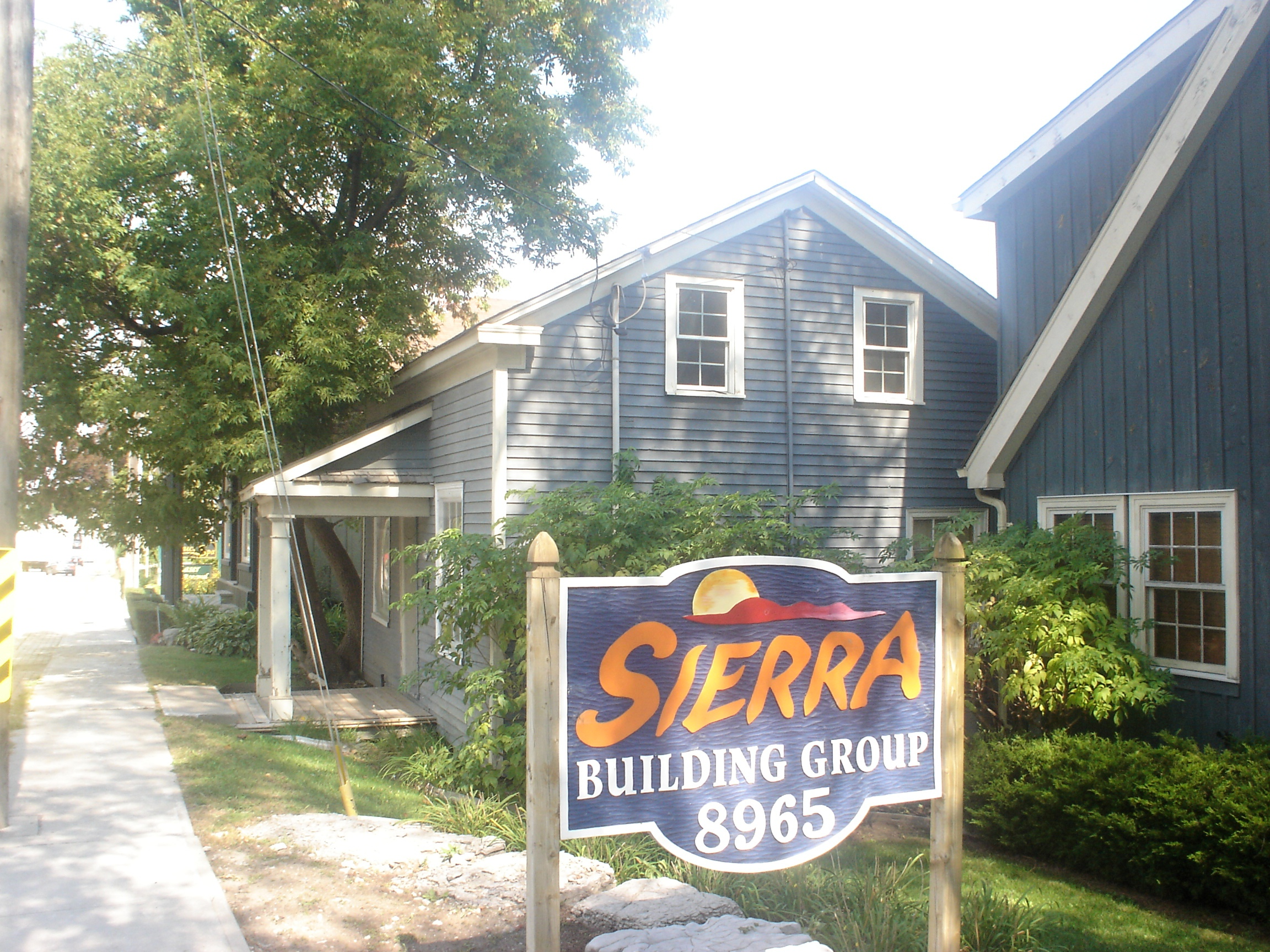
La maison Edward Pease sur la rue Woodbine, construite en 1850 et désignée lieu patrimonial historique de l'Ontario.

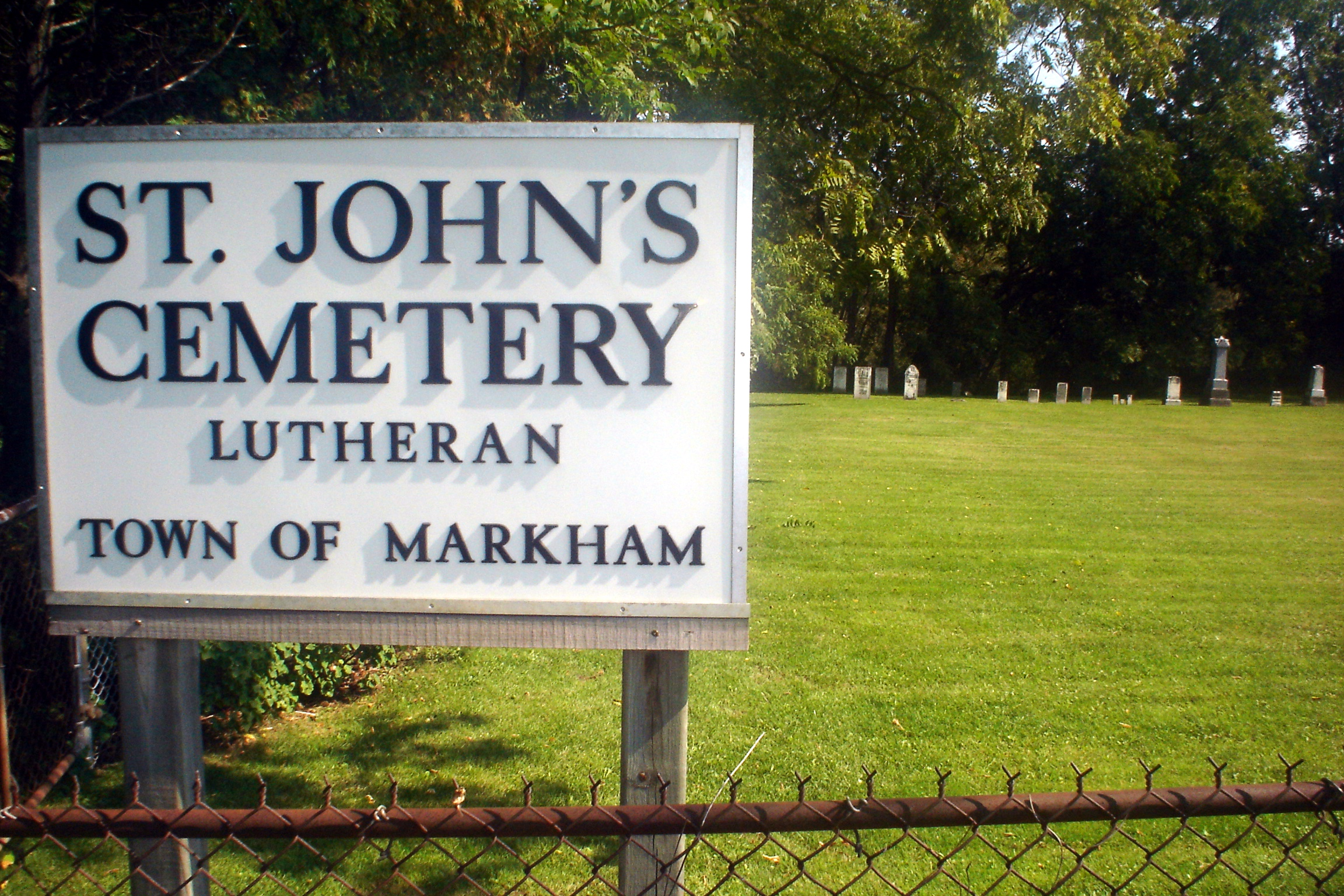
Inauguré en 1820, le cimetière luthérien St. John's sur la rue Woodbine comprend les sépultures des pionniers de la ville, il est désigné lieu patrimonial historique de la ville de Markham.

## Toponyme
La ville est nommée par le lieutenant-gouverneur du Haut-Canada John Graves Simcoe en l'honneur de son ami, l'archevêque William Markham.

## Démographie
Markham est une ville multiethnique et multiculturelle comme le sont la plupart des municipalités qui entourent la plus grande métropole du Canada. La ville représente environ 30 % de la population de la région d'York qui connaît d'ailleurs une expansion démographique importante.
| 2001    | 2006    | 2011    | 2016    |
| ------- | ------- | ------- | ------- |
| 208 615 | 261 573 | 301 709 | 328 966 |

## Économie
En 2010, l'économie de la ville est basée en majeure partie sur l'industrie tertiaire. Elle abrite par ailleurs cette année-là plus de 400 sièges sociaux. Les secteurs des hautes technologies et des sciences de la vie emploient la plus grande proportion de travailleurs de Markham, soit environ 22 %. Plusieurs compagnies possèdent des bureaux ou sièges sociaux à Markham, telles que Motorola, IBM, Staples, AMD, American Express, Honda Canada, Honeywell, Sun Microsystems et Johnson & Johnson.
D'autres sociétés y possèdent leurs sièges sociaux canadiens, tels que Hyundai, Toshiba, Toyota Financial Services, Huawei et Scholastic Canada.
En 2024, la ville compte au total 1 500 bureaux et sièges sociaux de sociétés œuvrant dans les secteurs des hautes technologies et des sciences de la vie.

## Sport
Pour les activités sportives, le Greater Toronto Area Centre, un projet de construction d'un nouvel amphithéâtre proposé par GTA Sports and Entertainment est prévu dans la ville,,.

## Centres commerciaux
Markham possède l'un des plus importants centres commerciaux de la région, le Markville Mall, situé au nord de l'autoroute 407, sur la Route Régionale 7. En plus, le Pacific Mall et le Market Village sont aussi des importants centres commerciaux, particulièrement pour les Asiatiques dans la région. Les centres commerciaux sont situés sur la rue Steeles, juste à la limite nord de Toronto.

## Transports

### Rues
La plupart des routes principales de Markham sont placées par la Région d'York. Chaque route est assignée avec un nombre. Les autres routes mineures sont placées par le gouvernement de Markham.

### Transport public

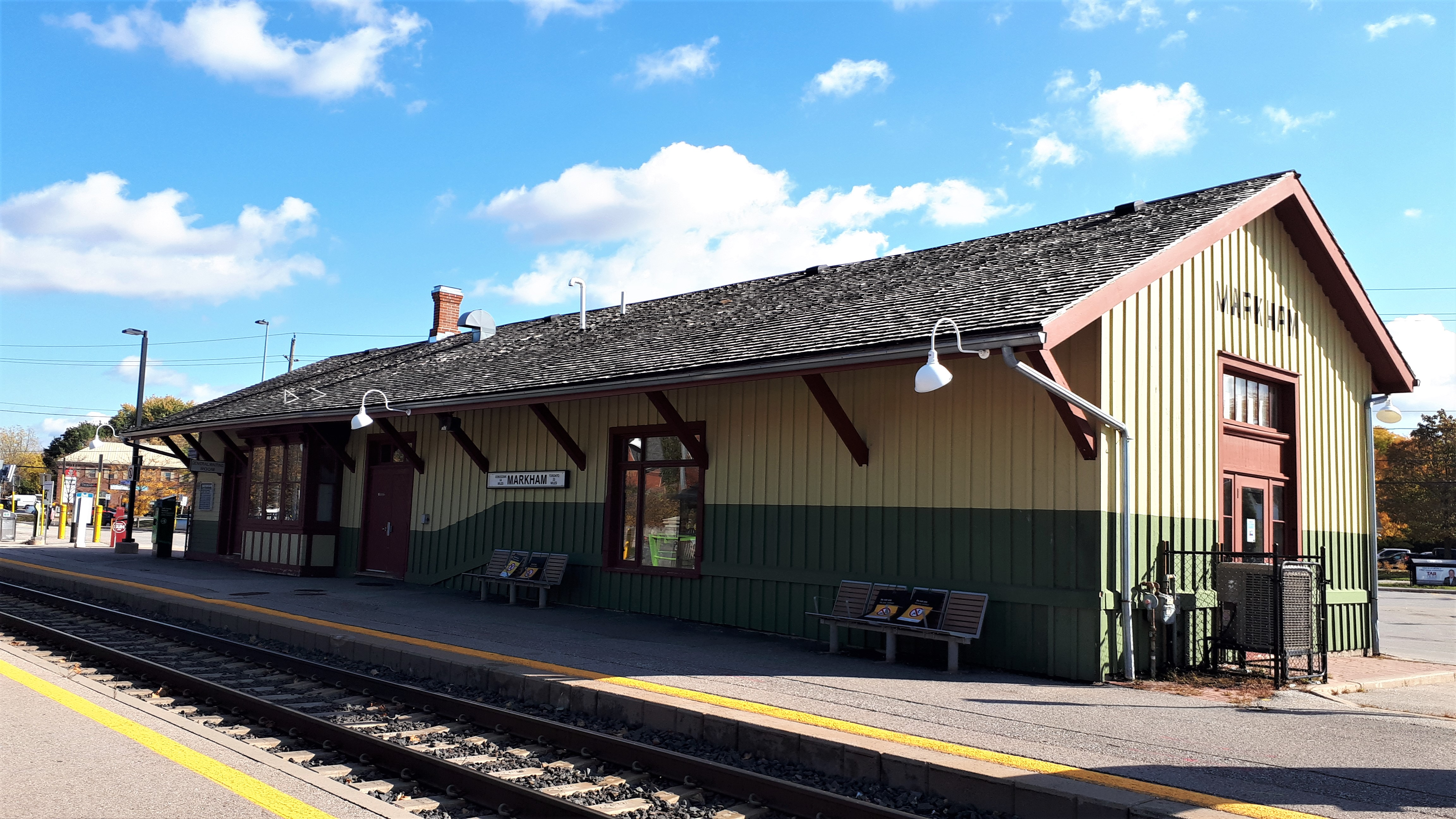
La gare de Markham.

Dans Markham, trois sociétés de transport public opèrent, la Commission de transport de Toronto, le York Region Transit (ses propres bus et VIVA, un transport rapide d'autobus) et GO Transit (trains de banlieue et autobus).

## Éducation
Le York Region District School Board a les écoles anglophones laïques publiques. Le York Catholic District School Board (EN) a les écoles anglophones catholiques publiques. Le Conseil scolaire Viamonde a les écoles francophones laïques publiques. Le Conseil scolaire de district catholique Centre-Sud a les écoles francophones catholiques publiques.

## Personnalités liées
- Steven Stamkos, joueur de hockey sur glace canadien.
- Emmanuelle Chriqui, actrice canadienne.
- Rose LaBreche, arbitre internationale de rugby
- Mena Massoud, acteur, chanteur et danseur dans le remake live-action  Aladdin de Disney, né au Caire, en Égypte, y a grandi.
- Mitchell Marner, joueur de hockey sur glace professionnel canadien, jouant chez les Maple Leafs de Toronto

## Jumelages
La ville de Markham est jumelée avec :
- Nördlingen (Allemagne)

Markham entretient également des accords de partenariat :
- Cary (États-Unis)
- Laval (Canada)
- Wuhan (Chine)